# Radithor

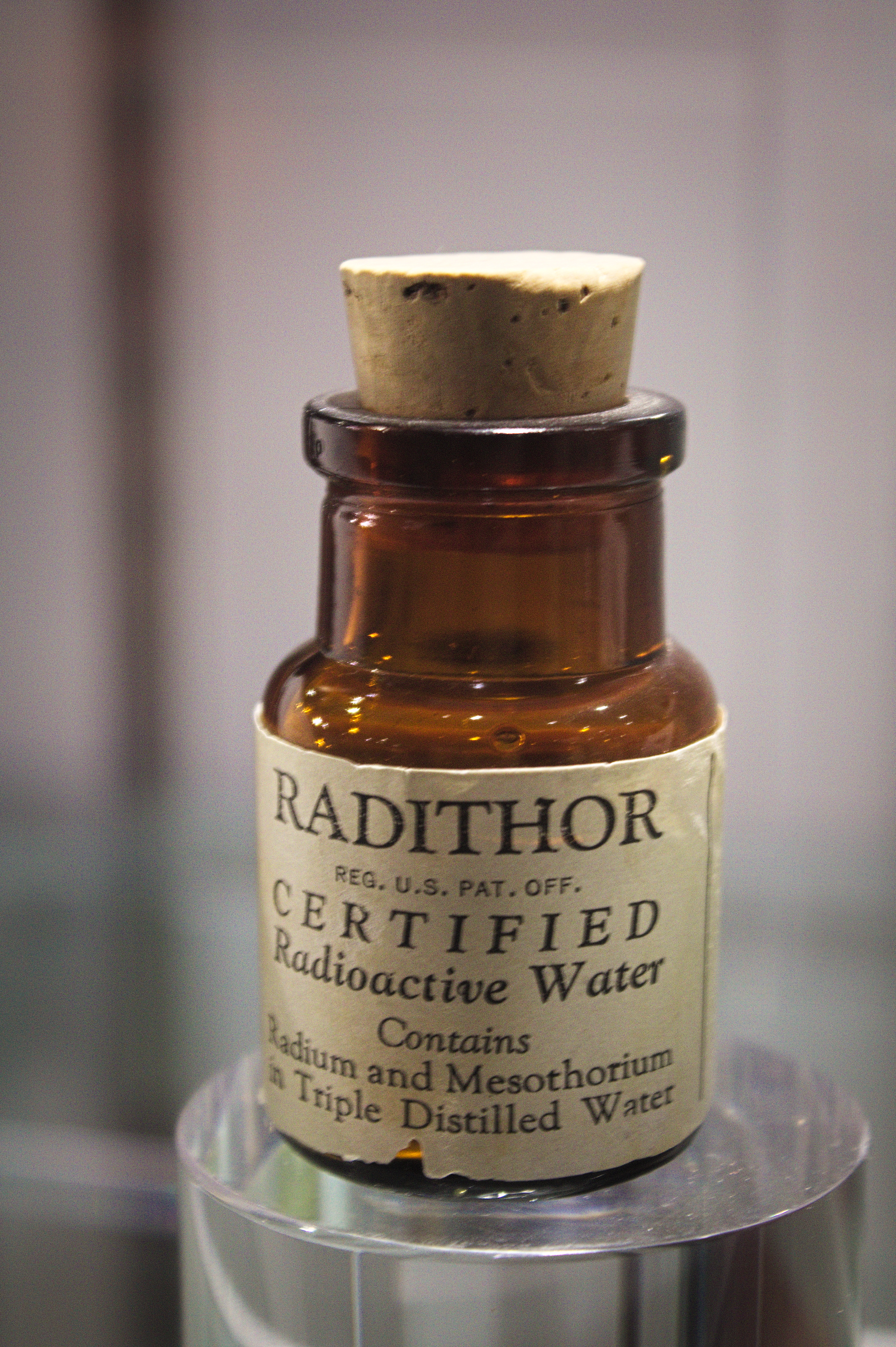
Uma garrafa de Radithor no Museu Nacional de Ciência e História Nuclear no Novo México.

Radithor era uma panaceia feita a base de substâncias radioativas dissolvidas em água. O composto era vendido como sendo um elixir capaz de curar praticamente todos os males.

## História
O Radithor passou a ser fabricado em 1918, época em que se acreditava que a radioatividade era algo benéfico e até revigorante ao organismo humano. Seu fabricante era o Bailey Radium Laboratories, cujo proprietário era William Bailey, que na verdade nem era médico, mas um desistente do Harvard College. O composto era líquido, feito a base do isótopo de rádio 226 e 228. Com o passar do tempo começaram a surgir rumores de que o composto, na verdade, tinha efeitos nocivos sobre o corpo. Contudo, o Radithor continuou a ser comercializado até 1928, sempre anunciado como sendo "a cura para o morto vivente" ou um "sol eterno". O caso mais rumoroso de uma vítima do composto foi a morte de Eben Byers, que admitiu consumir, todos os dias, uma garrafa de Radithor. Byers, um socialite rico, atleta que fora campeão de golfe em 1906 e filho de industriais, teve uma morte horrível, ao acumular grandes quantidades de rádio nos ossos, perdendo a mandíbula ainda em vida, além de apresentar abcesso no cérebro e buracos no crânio.